# Phalacrocorax capensis
Phalacrocorax capensis е вид птица от семейство Phalacrocoracidae. Видът е застрашен от изчезване.

## Разпространение
Видът е разпространен в Ангола, Република Конго, Мозамбик, Намибия и Южна Африка.